# Christof May (Theologe)
Christof May (* 8. April 1973 in Hadamar; † 9. Juni 2022 in Runkel) war ein deutscher römisch-katholischer Priester, Regens des Limburger Priesterseminars sowie Bischofsvikar für Kirchenentwicklung und Domkapitular im Limburger Domkapitel.

## Leben
Christof May wurde in Hadamar geboren und wuchs im Waldbrunner Ortsteil Hintermeilingen auf. Er leistete nach dem Abitur an der Fürst-Johann-Ludwig-Schule in Hadamar zunächst den Grundwehrdienst beim Stabsmusikkorps der Bundeswehr in Siegburg. Ab dem Wintersemester 1993/94 studierte er Philosophie und Theologie an der Hochschule Sankt Georgen in Frankfurt am Main und als Alumnus des Pontificium Collegium Germanicum et Hungaricum de Urbe in Rom an der Universität Gregoriana. 2000 empfing er in Sant’Ignazio in Rom die Priesterweihe durch Bischof Franz Kamphaus. Nach einem Doktoratsstudium der Spirituellen Theologie von 2001 bis 2004 wurde er an der Gregoriana mit der Dissertation Pilgern: Menschsein auf dem Weg zum Doktor der Theologie promoviert.
Im März 2004 wurde May Kaplan in den Taunusstädten Königstein und Kronberg. Von September 2004 bis September 2008 war er Kaplan in Wiesbaden der Pfarrei St. Bonifatius in den Kirchenorten St. Michael und Heilige Familie. In Wiesbaden engagierte er sich zwischen 2006 und 2008 für den Aufbau der City-Pastoral. Ab September 2008 war er Pfarrer in der Pfarrei St. Anna in Braunfels. Später wurde er Bezirksdekan in den Bezirken Wetzlar und Lahn-Dill-Eder. Von 2011 bis 2015 leitete er als Geistlicher Rektor das Bischof-Blum-Kolleg in Limburg an der Lahn. Im Frühjahr 2018 wurde er zum Regens des Limburger Priesterseminars und Bischofsvikar für Kirchenentwicklung berufen und trat dieses Amt zum 1. September desselben Jahres an. Am 1. Dezember 2019 trat er sein Amt als Domkapitular im Limburger Domkapitel an.
Aufmerksamkeit erregte May durch seine Predigt zum Erntedank-Gottesdienst in der Kapelle des Limburger Bischofshauses am 4. Oktober 2020, in der er sich für die Erteilung der Sakramente für wiederverheiratete geschiedene Paare, homosexuelle Paare, gemeinsames Abendmahl über Konfessionsgrenzen hinweg und die Frauenordination aussprach.

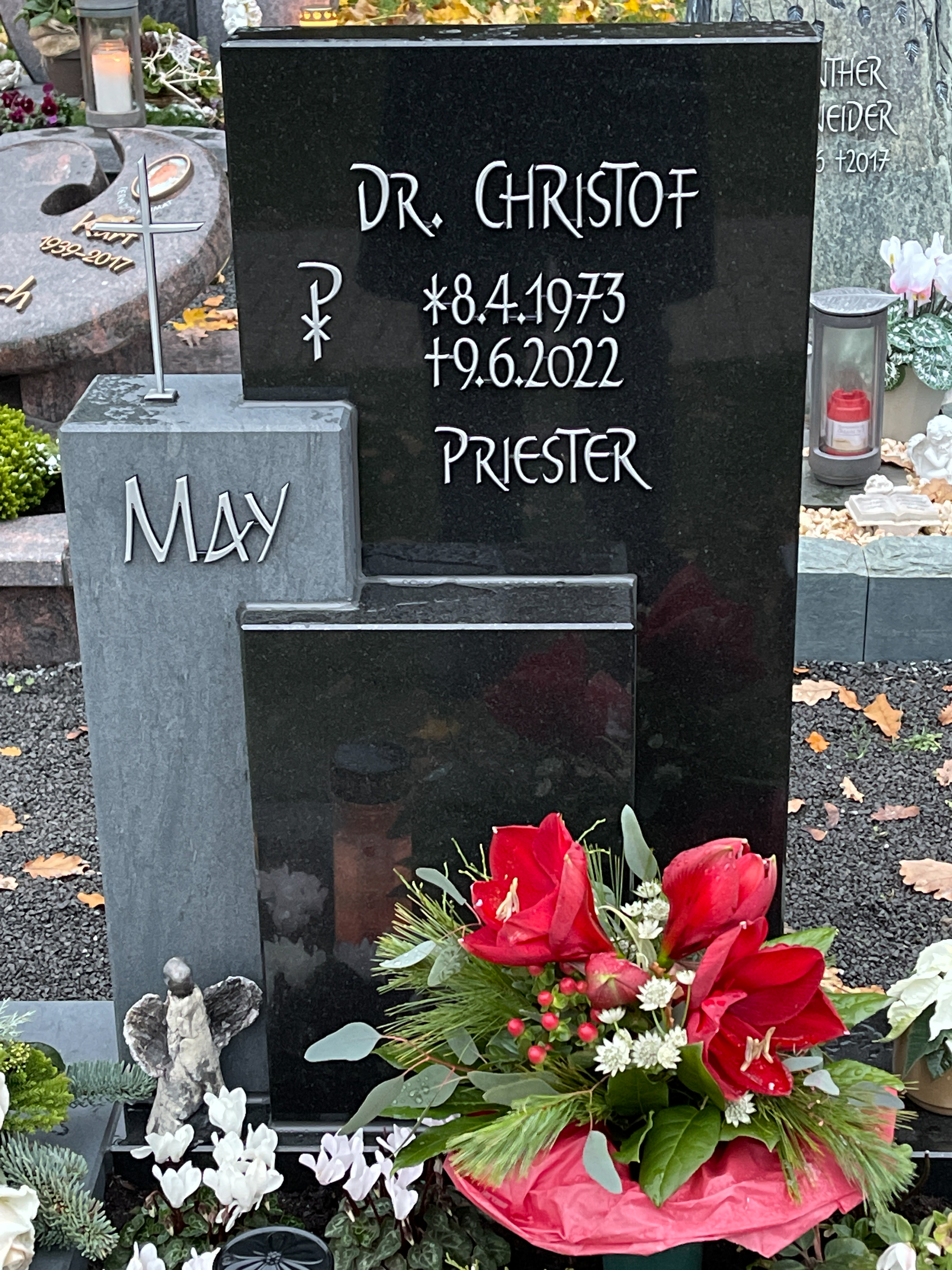
Grab von Dr. Christof May, Regens des Priesterseminars der Diözese Limburg.

May engagierte sich seit 2007 als Referent bei der Academie Kloster Eberbach. Seit 2017 war er geistlicher Begleiter der Wallfahrt von Menschen mit Behinderung nach Lourdes des Malteserordens. Seit 1985 war er Tubist bei den Elbtal Musikanten in Elbtal, mit denen er regelmäßig auftrat.
Am 9. Juni 2022 wurde Christof May im Wald in der Nähe des Runkeler Ortsteils Eschenau tot aufgefunden, nachdem ein von ihm hinterlassener Abschiedsbrief gefunden worden war. Am Vortag hatte ihn Bischof Georg Bätzing gemäß den Vorgaben der kirchlichen Rechtsordnung von seinen kirchlichen Ämtern freigestellt. Hintergrund waren „Hinweise auf tatsächliche Anhaltspunkte für den Verdacht eines übergriffigen Verhaltens“, die den vom Bistum Limburg beauftragten Ansprechpersonen für Fälle von sexuellem Missbrauch in den Wochen zuvor gemeldet worden waren. Die Vorwürfe sollten während der Freistellung auf ihren Wahrheitsgehalt überprüft werden. Ein Verdacht des Missbrauchs eines Minderjährigen, der die Freistellung gemäß geltender Interventionsordnung zwangsläufig auslöste, bestätigte sich im Nachhinein nicht.
Mays Urne wurde Mitte Juli 2022 auf dem Friedhof in Hintermeilingen beigesetzt.

## Schriften
- Pilgern. Menschsein auf dem Weg. In: Studien zur systematischen und spirituellen Theologie. Nr. 41, Echter, Würzburg 2004, ISBN 978-3-429-02617-2.[12][13]
- Mit dem Rad Glauben erfahren: Firmradkurs. Pro Business, Berlin 2006, ISBN 978-3-939533-43-6.
- Jung, entschieden, christlich: Lebenskompass. Butzon & Bercker, 2010, ISBN 978-3-7666-1353-0.

Co-Autorschaft
- Eckhard Nordhofen, Matthias Theodor Kloft, Burkhard Jürgens: Wege des Pilgerns. Bischöfliches Ordinariat, Limburg 2005, ISBN 978-3-921221-32-7.
- Philippa Rath, Burkhard Hose: Frauen ins Amt! Männer der Kirche solidarisieren sich. Herder, 2020, ISBN 978-3-451-39253-5.